# El Vilar de Reiners

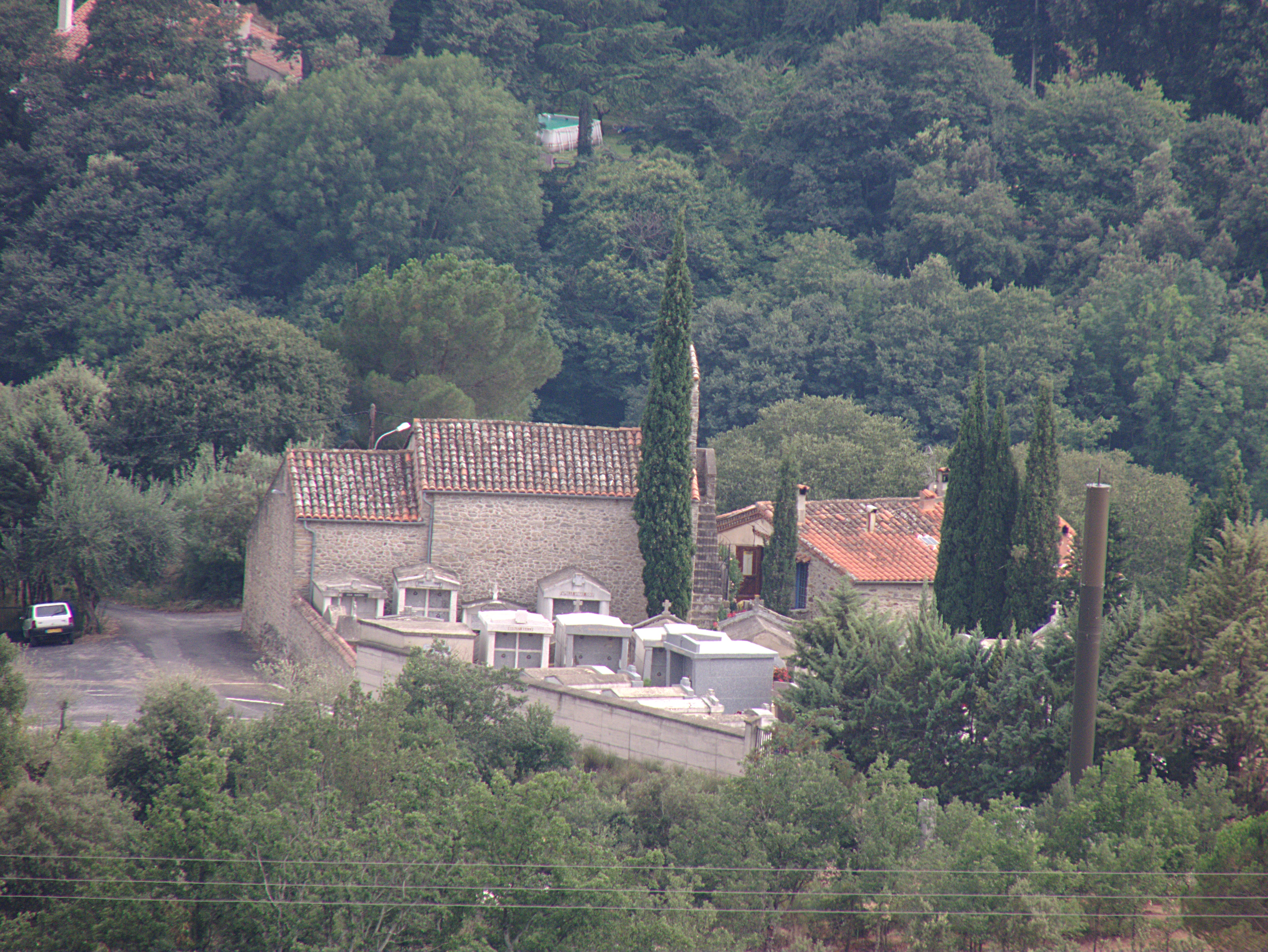
Església i cementiri del Vilar

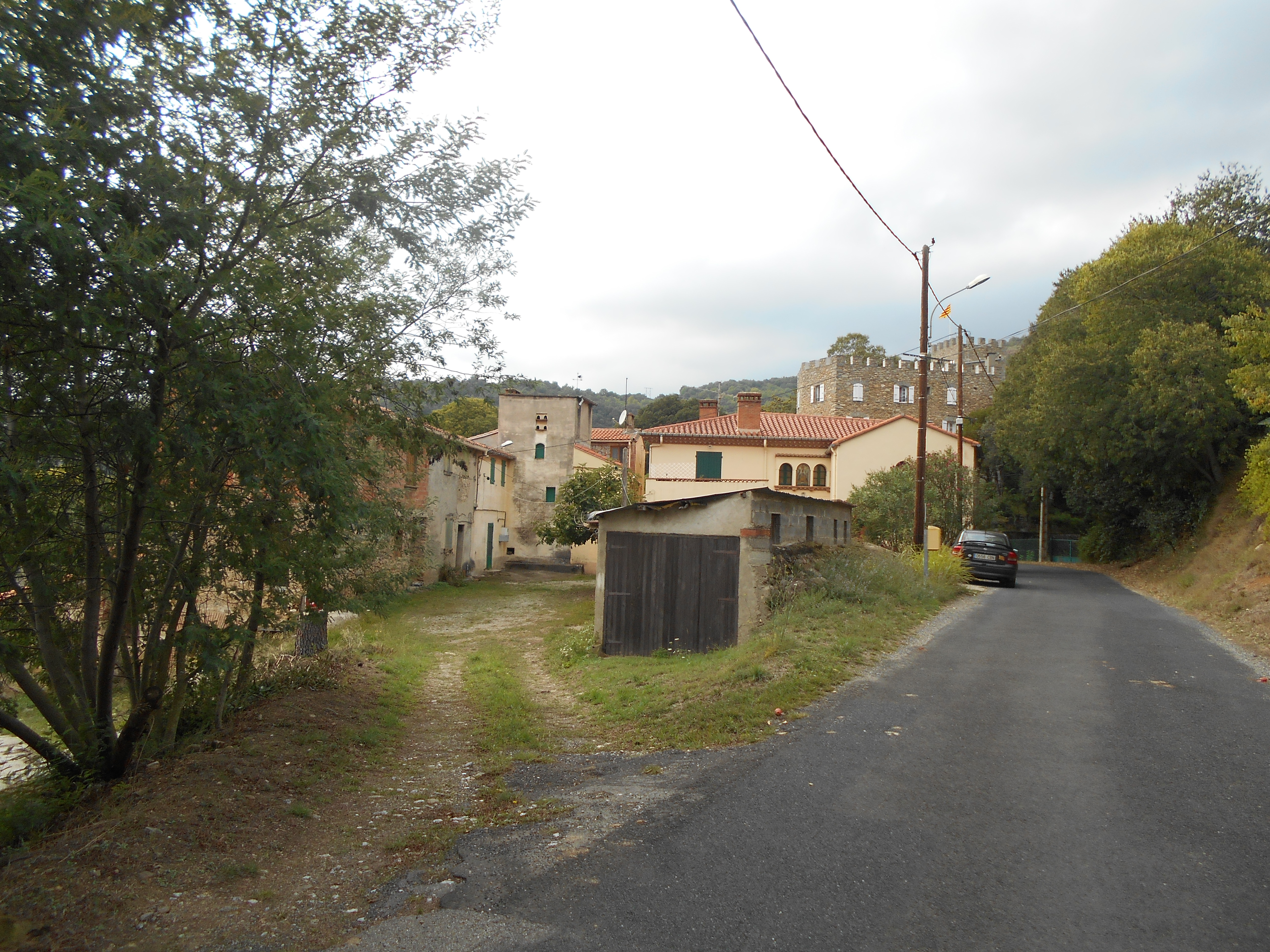
El poble del Vilar

El Vilar, o Vilar de Reiners (el Vilar o le Vila en francès), antigament anomenat el Vilar de Gennó (1115), després simplement el Vilar (1162), és un veïnat antic de la comuna de Reiners, al Vallespir (Catalunya del Nord).
Està situat a la zona nord del terme comunal, a l'esquerra del Tec, aigua amunt del veïnat del Pont de Reiners.
A part del petit nucli del Vilar, el seu terme parroquial comprenia les masies disseminades de Can Pere Andreu, el Mas d'en Rigall, el Mas de les Basses, el Mas de l'Arnau, el Mas Foraster, el Mas de Calamixa, el Mas de la Clota, el Mas d'en Bacó, el Mas de la Gaubera, el Cortal d'en Paraire, el Mas Puig de Llunes, el Mas de n'Hialguer, Can Telleda, Can Pei, el Cortal d'en Camó, Can Bertran, Can Pere Fèlix, Can Gelera, el Mas d'en Banot, Cal Mirlo, el Cortal d'en Brotó, Cal Masover, Can Camó, el Molí d'en Camó, el Mas d'en Crastes, el Mas d'en Crastes de Dalt, el Cortal d'en Meler, el Mas Sobirana, el Mas del Bac i el Cortal d'en Sitger.

## Història i descripció

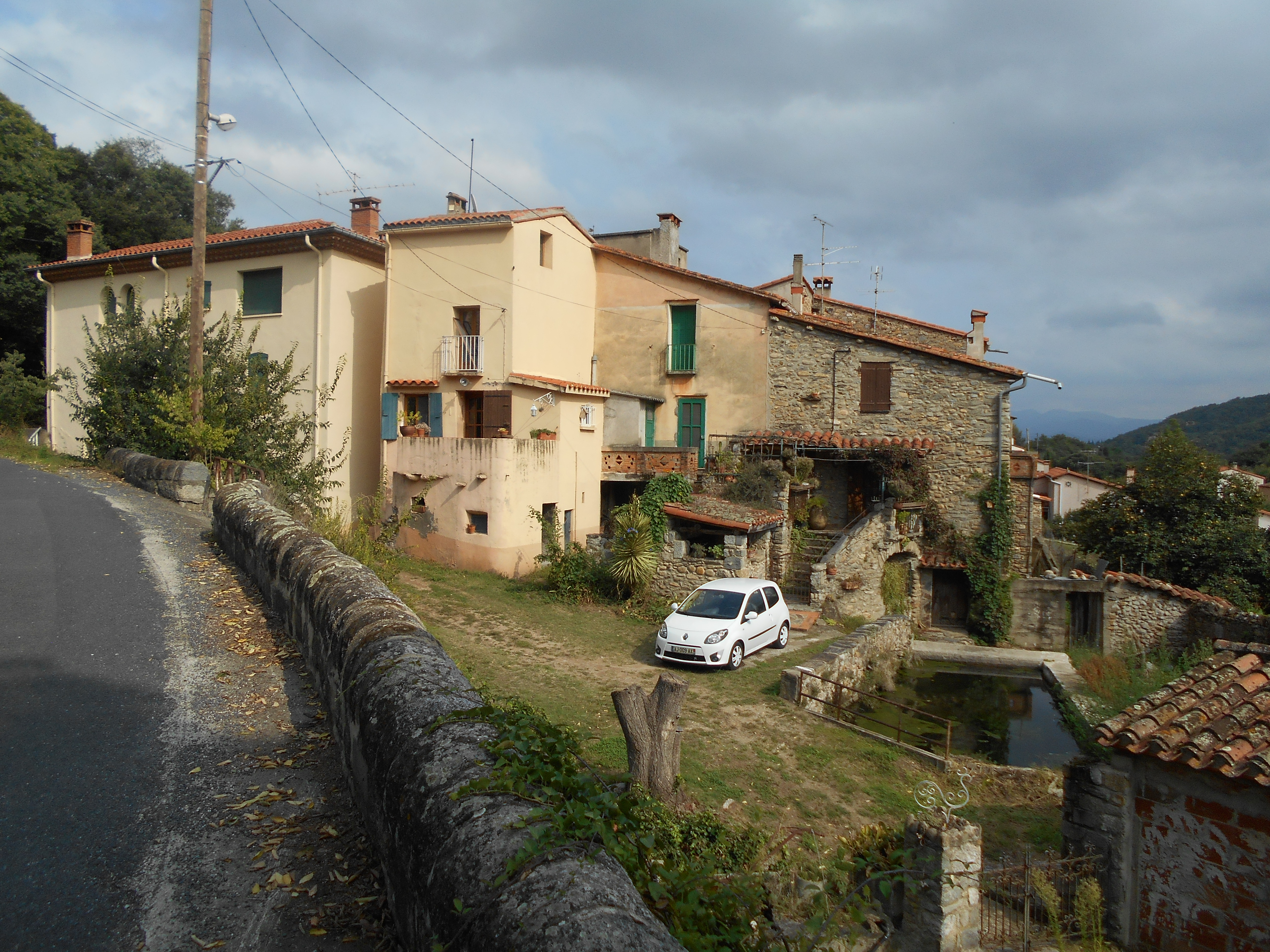
El Vilar de Reiners

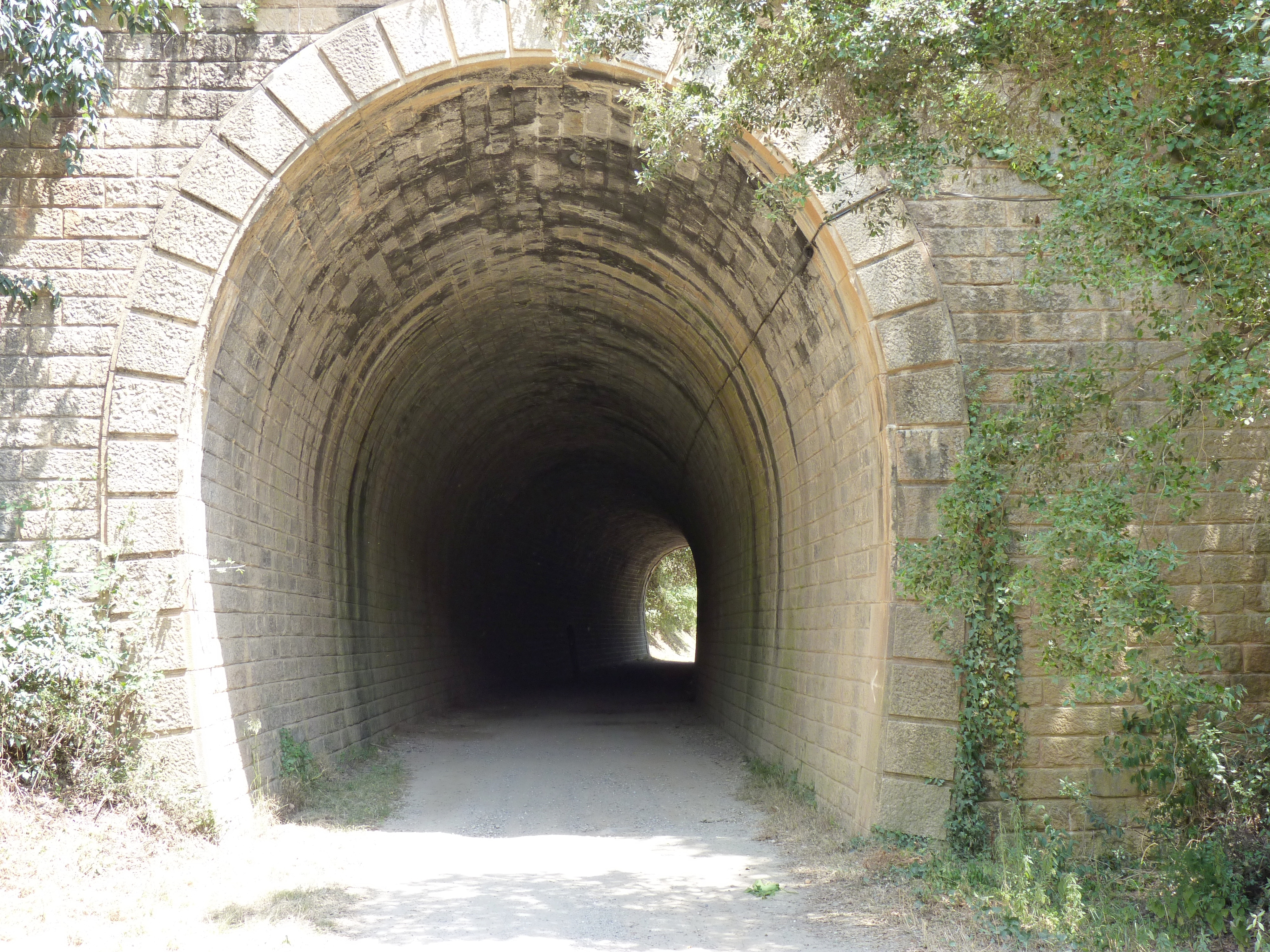
Túnel de ferrocarril de l'antiga línia Elna - Arles

El nucli habitat es formà vora de l'església de Santa Maria del Vilar i del seu cementiri, encara que la urbanització més recent s'ha fet a l'est d'aquesta construcció.
La primera dpcumentació del lloc és del moment en què el bisbe d'Elna Pere Bernat (1113-1129) feu donació del lloc i la seva església al monestir del Camp, donació que fou confirmada el 1163 pel papa Alexandre III.
No va arribar a ser mai un nucli aglutinat gaire gran: en el fogatge del 1515, quan Reiners tenia 10 focs, el Vilar en tenia 5 cosa que donaria una població d'entre 25 i 30 persones.
Modernament s'ha aprofitat l'espai de les vies i el túnel (de 66 metres i perfectament conservat) de l'antiga línia de tren Elna - Arles per a fer-hi passar una via verda d'ús per a vianants i bicicletes.